# 아시가라카미군

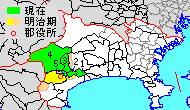
가나가와현 아시가라카미군의 지도,(1.나카이정 2.오이정 3.마쓰다정 4.야마키타정 5.가이세이정) (노란색은 메이지 시대의 영역, 초록색은 현재 영역)

아시가라카미군(일본어: 足柄上郡)은 가나가와현의 군이다. 인구 64,127명, 면적 303.28km², 인구밀도 211명/km².(2025년 3월 1일, 추계인구)
이하 5정이 구성된다.
- 나카이정(中井町)
- 오이정(大井町)
- 마쓰다정(松田町)
- 야마키타정(山北町)
- 가이세이정(開成町)

## 군역
위의 5정 이외에 현재의 행정 구역 상으로 대체로 아래 구역에 해당한다.
- 미나미아시가라시(전역)
- 하다노시(일부)
- 오다와라시(일부)

## 역사
아시가라카미군은 나라 시대의 율령 체제 하에 고대 사가미국의 군 중 하나였다. 센고쿠 시대에는 후 호조 씨가 지배했고 에도 시대에는 오다와라번의 일부이자 도쿠가와 막부의 직할령이었다. 군의 대부분은 산지로 인구가 적고 단자와-오야마 국정공원의 일부이다.
메이지 유신 이후 처음에는 단명한 아시가루현의 일부를 이루었고 1878년에 토지 개혁 하의 군제 실시로 가나가와현의 군이 되었다. 1889년에 행정상으로 26개의 촌으로 나뉘었다.

### 연혁

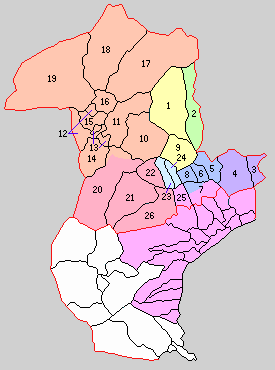
1.야도리키촌 2.가미하타노촌 3.이노쿠치촌 4.나카촌 5.가미나카촌 6.야마다촌 7.소가촌 8.가네다촌 9.마쓰다촌 10.가와촌 11.교와촌 12.가와니시촌 13.유부레촌 14.야가촌 15.야마이치바촌 16.가미나와촌 17.구로쿠라촌 18.나카가와촌 19.요즈쿠촌 20.기타아시가라촌 21.미나미아시가라촌 22.후쿠자와촌 23.사카타촌 24.요시다지마촌 25.사쿠라이촌 26.오카모토촌 (복숭아색:오다와라시 빨강:미나미아시가라시 주황색:야마키타정 노랑:마쓰다정 녹색:하다노시 하늘색:가이세이정 파랑:오이정 보라:나카이정)

- 1889년 4월 1일 - 정촌제 시행으로, 아래의 정촌이 발족.센고쿠하라촌은 아시가라시모군으로 이관.(26촌)
  - 야도리키촌(寄村): 현 마쓰다정
  - 가미하타노촌(上秦野村): 현 하다노시
  - 이노쿠치촌(井ノ口村): 현 나카이정
  - 나카촌(中村): 현 나카이정
  - 가미나카촌(上中村): 현 하다노시, 오이정
  - 야마다촌(山田村): 현 오이정
  - 소가촌(曽我村): 현 오다와라시, 현 오이정
  - 가네다촌(金田村): 현 오이정
  - 마쓰다촌(松田村): 현 마쓰다정
  - 가와촌(川村): 현 야마키타정
  - 교와촌(共和村): 현 야마키타정
  - 가와니시촌(川西村), 유부레촌(湯触村), 야가촌(谷ケ村), 야마이치바촌(山市場村), 가미나와촌(神縄村), 구로쿠라촌(玄倉村), 나카가와촌(中川村), 요즈쿠촌(世附村): 현 야마키타정
  - 기타아시가라촌(北足柄村): 현 미나미아시가라시, 야마키타정
  - 미나미아시가라촌(南足柄村): 현 미나미아시가라시
  - 후쿠자와촌(福沢村): 현 미나미아시가라시
  - 사카타촌(酒田村): 현 가이세이정
  - 요시다지마촌(吉田島村): 현 가이세이정
  - 사쿠라이촌(桜井村): 현 오다와라시
  - 오카모토촌(岡本村): 현 미나미아시가라시
- 1908년 4월 1일 - 나카촌과 이노쿠치촌이 합병하여 나카이촌(中井村)이 발족.(25촌)
- 1909년 4월 1일(1정 22촌)
  - 마쓰다촌이 정제 시행으로 마쓰다정(松田町)이 됨.
  - 나카가와촌·구로쿠라촌·요즈쿠촌이 합병하여 미호촌(三保村)이 발족.
- 1911년 4월 1일 - 유부레촌·가와니시촌이 합병하여 새로이 가와니시촌(川西村)이 발족.(1정 21촌)
- 1923년 4월 1일 - 가와니시촌·야가촌·야마이치바촌이 합병하여 시미즈촌(清水村)이 발족.(1정 19촌)
- 1925년 2월 1일 - 가미나와촌의 일부가 시미즈촌으로, 잔여부가 미호촌으로 분할 편입.(1정 18촌)
- 1933년 4월 1일 - 가와촌이 정제 시행 및 개칭으로 야마키타정(山北町)이 됨.(2정 17촌)
- 1940년 4월 1일 - 미나미아시가라촌이 정제 시행으로 미나미아시가라정(南足柄町)이 됨.(3정 16촌)
- 1946년 11월 3일 - 야마다촌과 가미나카촌이 합병하여 소와촌(相和村)이 발족.(3정 15촌)
- 1950년 12월 18일 - 사쿠라이촌이 오다와라시에 편입.(3정 14촌)
- 1951년 6월 20일-  소와촌의 일부가 나카군 니시하다노촌에 편입.
- 1955년
  - 2월 1일(4정 9촌)
    - 야마키타정·교와촌·미호촌·시미즈촌이 합병하여, 새로이 야마키타정(山北町)이 발족.
    - 사카타촌·요시다지마촌이 합병하여 가이세이정(開成町)이 발족.

  - 4월 1일(4정 5촌)
    - 마쓰다정·야도리키촌이 합병하여, 새로이 마쓰다정(松田町)이 발족.
    - 미나미아시가라정·후쿠자와촌·오카모토촌과 기타아시가라촌의 일부가 합병하여, 새로이 미나미아시가라정(南足柄町)이 발족.
    - 기타아시가라촌의 잔여부가 야마키타정에 편입.

  - 7월 28일 - 가미하타노촌이 나카군 니시하다노촌과 합병하여 나카군 니시하다노정이 되어 군에서 이탈.(4정 4촌)
- 1956년 4월 1일(5정 1촌)
  - 가네다촌·소와촌과 소가촌의 일부가 합병하여 오이정(大井町)이 발족.
  - 소가촌의 잔여부가 오다와라시에 편입.
- 1958년 12월 1일 - 나카이촌이 정제 시행으로 나카이정(中井町)이 됨.(6정)
- 1972년 4월 1일 - 미나미아시가라정이 시제 시행으로 미나미아시가라시(南足柄市)가 되어, 군에서 이탈.(5정)

### 변천 표
| 이전-1889        | 1889년 4월 1일            | 1889 - 1926                                      | 1889 - 1926                     | 1926 - 1944                        | 1926 - 1944                                           | 1945 - 1954                                                       | 1955 - 1989                                                       | 1955 - 1989                    | 1955 - 1989      | 1989 - 현재 |
| ---------------- | ------------------------- | ------------------------------------------------ | ------------------------------- | ---------------------------------- | ----------------------------------------------------- | ----------------------------------------------------------------- | ----------------------------------------------------------------- | ------------------------------ | ---------------- | ----------- |
|                  | 가미하다노촌              | 가미하다노촌                                     | 가미하다노촌                    | 가미하다노촌                       | 가미하다노촌                                          | 가미하다노촌                                                      | 1955년 7월 28일 나카 군, 니시하다노정                             | 1963년 1월 1일 하다노시에 편입 | 하다노시         | 하다노시    |
| 야마다촌         | 야마다촌                  | 야마다촌                                         | 야마다촌                        | 1946년 11월 3일 아이와촌           | 1951년 6월 20일 니시하다노촌에 편입 （도치쿠보 지구） |                                                                   | 1955년 7월 28일 나카 군, 니시하다노정                             | 1963년 1월 1일 하다노시에 편입 | 하다노시         | 하다노시    |
| 가미나카촌       | 가미나카촌                | 가미나카촌                                       | 가미나카촌                      | 1946년 11월 3일 아이와촌           | 아이와촌                                              | 1956년 4월 1일 오이정                                             | 1956년 4월 1일 오이정                                             | 오이정                         | 오이정           |             |
| 가네다촌         | 가네다촌                  | 가네다촌                                         | 가네다촌                        | 가네다촌                           | 가네다촌                                              | 1956년 4월 1일 오이정                                             | 1956년 4월 1일 오이정                                             | 오이정                         | 오이정           |             |
| 소가촌           | 소가촌                    | 소가촌                                           | 소가촌                          | 소가촌                             | 소가촌                                                | 1956년 4월 1일 오이정 （니시오이, 가미오이 지구）                 | 1956년 4월 1일 오이정 （니시오이, 가미오이 지구）                 | 오이정                         | 오이정           |             |
| 소가촌           | 소가촌                    | 소가촌                                           | 소가촌                          | 소가촌                             | 소가촌                                                | 1956년 4월 1일 오다와라시에 편입 （니시오이, 가미오이 지구 제외） | 1956년 4월 1일 오다와라시에 편입 （니시오이, 가미오이 지구 제외） | 오다와라시                     | 오다와라시       |             |
| 사쿠라이촌       | 사쿠라이촌                | 사쿠라이촌                                       | 사쿠라이촌                      | 1950년 12월 18일 오다와라시에 편입 | 1950년 12월 18일 오다와라시에 편입                    | 오다와라시                                                        | 오다와라시                                                        | 오다와라시                     | 오다와라시       |             |
| 나카촌           | 1908년 4월 1일 나카이촌   | 1908년 4월 1일 나카이촌                          | 나카이촌                        | 나카이촌                           | 나카이촌                                              | 1963년 12월 1일 나카이정                                          | 1963년 12월 1일 나카이정                                          | 나카이정                       | 나카이정         |             |
| 이노쿠치촌       | 1908년 4월 1일 나카이촌   | 1908년 4월 1일 나카이촌                          | 나카이촌                        | 나카이촌                           | 나카이촌                                              | 1963년 12월 1일 나카이정                                          | 1963년 12월 1일 나카이정                                          | 나카이정                       | 나카이정         |             |
| 사카타촌         | 사카타촌                  | 사카타촌                                         | 사카타촌                        | 사카타촌                           | 사카타촌                                              | 1955년 2월 1일 가이세이정                                         | 1955년 2월 1일 가이세이정                                         | 가이세이정                     | 가이세이정       |             |
| 요시다지마촌     | 요시다지마촌              | 요시다지마촌                                     | 요시다지마촌                    | 요시다지마촌                       | 요시다지마촌                                          | 1955년 2월 1일 가이세이정                                         | 1955년 2월 1일 가이세이정                                         | 가이세이정                     | 가이세이정       |             |
| 마쓰다촌         | 1909년 4월 1일 마쓰다정   | 1909년 4월 1일 마쓰다정                          | 마쓰다정                        | 마쓰다정                           | 마쓰다정                                              | 마쓰다정                                                          | 마쓰다정                                                          | 마쓰다정                       | 마쓰다정         |             |
| 야도리키촌       | 야도리키촌                | 야도리키촌                                       | 야도리키촌                      | 야도리키촌                         | 야도리키촌                                            | 1955년 4월 1일 마쓰다정에 편입                                    | 1955년 4월 1일 마쓰다정에 편입                                    | 마쓰다정                       | 마쓰다정         |             |
| 미나미아시가라촌 | 미나미아시가라촌          | 미나미아시가라촌                                 | 1940년 4월 1일 미나미아시가라정 | 미나미아시가라정                   | 미나미아시가라정                                      | 1955년 4월 1일 미나미아시가라정                                   | 1972년 4월 1일 미나미아시가라시                                   | 미나미아시가라시               | 미나미아시가라시 |             |
| 후쿠자와촌       | 후쿠자와촌                | 후쿠자와촌                                       | 후쿠자와촌                      | 후쿠자와촌                         | 후쿠자와촌                                            | 1955년 4월 1일 미나미아시가라정                                   | 1972년 4월 1일 미나미아시가라시                                   | 미나미아시가라시               | 미나미아시가라시 |             |
| 오카모토촌       | 오카모토촌                | 오카모토촌                                       | 오카모토촌                      | 오카모토촌                         | 오카모토촌                                            | 1955년 4월 1일 미나미아시가라정                                   | 1972년 4월 1일 미나미아시가라시                                   | 미나미아시가라시               | 미나미아시가라시 |             |
| 기타아시가라촌   | 기타아시가라촌            | 기타아시가라촌                                   | 기타아시가라촌                  | 기타아시가라촌                     | 기타아시가라촌                                        | 1955년 4월 1일 미나미아시가라정 （히라야마 지구 제외）            | 1972년 4월 1일 미나미아시가라시                                   | 미나미아시가라시               | 미나미아시가라시 |             |
| 기타아시가라촌   | 기타아시가라촌            | 기타아시가라촌                                   | 기타아시가라촌                  | 기타아시가라촌                     | 기타아시가라촌                                        | 1955년 4월 1일 야마키타정에 편입 （히라야마 지구）                | 1955년 4월 1일 야마키타정에 편입 （히라야마 지구）                | 야마기타정                     | 야마키타정       |             |
| 가와촌           | 가와촌                    | 가와촌                                           | 1933년 4월 1일 야마키타정       | 야마키타정                         | 야마키타정                                            | 1955년 2월 1일 야마키타정                                         | 1955년 2월 1일 야마키타정                                         | 야마기타정                     | 야마키타정       |             |
| 교와촌           | 교와촌                    | 교와촌                                           | 교와촌                          | 교와촌                             | 교와촌                                                | 1955년 2월 1일 야마키타정                                         | 1955년 2월 1일 야마키타정                                         | 야마기타정                     | 야마키타정       |             |
| 가와니시촌       | 1911년 4월 1일 가와니시촌 | 1923년 4월 1일 시미즈촌                          | 시미즈촌                        | 시미즈촌                           | 시미즈촌                                              | 1955년 2월 1일 야마키타정                                         | 1955년 2월 1일 야마키타정                                         | 야마기타정                     | 야마키타정       |             |
| 유부레촌         | 1911년 4월 1일 가와니시촌 | 1923년 4월 1일 시미즈촌                          | 시미즈촌                        | 시미즈촌                           | 시미즈촌                                              | 1955년 2월 1일 야마키타정                                         | 1955년 2월 1일 야마키타정                                         | 야마기타정                     | 야마키타정       |             |
| 야가촌           | 야가촌                    | 1923년 4월 1일 시미즈촌                          | 시미즈촌                        | 시미즈촌                           | 시미즈촌                                              | 1955년 2월 1일 야마키타정                                         | 1955년 2월 1일 야마키타정                                         | 야마기타정                     | 야마키타정       |             |
| 야마이치바촌     | 야마이치바촌              | 1923년 4월 1일 시미즈촌                          | 시미즈촌                        | 시미즈촌                           | 시미즈촌                                              | 1955년 2월 1일 야마키타정                                         | 1955년 2월 1일 야마키타정                                         | 야마기타정                     | 야마키타정       |             |
| 가미나와촌       | 가미나와촌                | 1925년 2월 1일 시미즈촌에 편입 （가미나와 지구） | 시미즈촌                        | 시미즈촌                           | 시미즈촌                                              | 1955년 2월 1일 야마키타정                                         | 1955년 2월 1일 야마키타정                                         | 야마기타정                     | 야마키타정       |             |
| 가미나와촌       | 가미나와촌                | 1925년 2월 1일 미호촌에 편입 （가미오다 지구）   | 미호촌                          | 미호촌                             | 미호촌                                                | 1955년 2월 1일 야마키타정                                         | 1955년 2월 1일 야마키타정                                         | 야마기타정                     | 야마키타정       |             |
| 나카카와촌       | 1909년 4월 1일 미호촌     | 1909년 4월 1일 미호촌                            | 미호촌                          | 미호촌                             | 미호촌                                                | 1955년 2월 1일 야마키타정                                         | 1955년 2월 1일 야마키타정                                         | 야마기타정                     | 야마키타정       |             |
| 구로쿠라촌       | 1909년 4월 1일 미호촌     | 1909년 4월 1일 미호촌                            | 미호촌                          | 미호촌                             | 미호촌                                                | 1955년 2월 1일 야마키타정                                         | 1955년 2월 1일 야마키타정                                         | 야마기타정                     | 야마키타정       |             |
| 요즈쿠촌         | 1909년 4월 1일 미호촌     | 1909년 4월 1일 미호촌                            | 미호촌                          | 미호촌                             | 미호촌                                                | 1955년 2월 1일 야마키타정                                         | 1955년 2월 1일 야마키타정                                         | 야마기타정                     | 야마키타정       |             |